# Szimonetta Planéta
Szimonetta Planéta (født 12. december 1993 i Kazincbarcika i Ungarn) er en ungarsk håndboldspiller som spiller for den tyske klub Thüringer HC og det ungarske landshold. Hun har tidligere spillet for Györi ETO KC.